# Il segreto della segretaria
Il segreto della segretaria (The Pleasure Seekers) è un film muto del 1920 diretto da George Archainbaud. Prodotto dalla Selznick Pictures Corporation e sceneggiato da Edward J. Montagne su un soggetto di John Lynch, il film aveva come interpreti Elaine Hammerstein, James A. Furey, Webster Campbell, Marguerite Clayton, Frank Currier.

## Trama
I continui litigi tra John Winchell e suo figlio Craig, giudicato severamente dal padre per la sua condotta avventata, portano un giorno alla rottura tra i due quando il giovane intreccia una relazione con la divorziata Clara Marshall. Così, quando Craig, dopo qualche tempo, ritorna per far conoscere al padre la ragazza che, nel frattempo, ha sposato, questi si rifiuta di vederla, credendo che si tratti di una delle solite donnine del figlio. In realtà, questa volta Craig si è innamorato di una brava ragazza, Mary Murdock, figlia di un pastore di campagna. I due giovani decidono di cercare di cavarsela da soli, rimboccandosi le maniche. Craig trova un lavoro, mentre Mary viene assunta come segretaria proprio dall'ignaro suocero. Winchell, ben presto, comincia ad apprezzare la sua nuova segretaria, intelligente e buona lavoratrice. Craig, invece, ritorna alle vecchie abitudini e riprende le sue frequentazioni con Clara Marshall. Mary riesce a salvarlo dalla ragnatela in cui lo sta invischiando la donna, ma decide anche di lasciarlo. Winchell, che è intanto venuto a conoscenza della vera identità di Mary, le chiede - insieme a Craig - di riconciliarsi con lui. Mary finisce per cedere: i Winchell diventano ora una famiglia riunita e felice.

## Produzione
Il film fu prodotto dalla Selznick Pictures Corporation con il titolo di lavorazione Hands o Idle Hands.

## Distribuzione
Il copyright del film, richiesto dalla Selznick Pictures Corp., fu registrato il 30 dicembre 1920 con il numero LP15989.
Distribuito dalla Select Pictures Corporation e presentato da Lewis J. Selznick, il film uscì nelle sale cinematografiche statunitensi il 30 dicembre 1920. In Italia, venne distribuito dalla Selznick Pictures che ottenne il visto di censura 19321 nel marzo 1924.
Non si conoscono copie ancora esistenti della pellicola che viene considerata presumibilmente perduta.